# Pombalia
Pombalia, američki biljni rod iz porodice ljubičevki. Postoji blizu 40 vrsta koje su raširene od Sjeverne pa preko Srednje do Južne Amerike. Rod je opisan 1771, a tipična vrsta je P. ipecacuanha Vand. (sinonim od P. calceolaria)

## Vrste
1. Pombalia arenaria (Ule) Paula-Souza
2. Pombalia atropurpurea (A.St.-Hil.) Paula-Souza
3. Pombalia attenuata (Humb. & Bonpl. ex Willd.) Paula-Souza
4. Pombalia barbata Paula-Souza
5. Pombalia bicolor (A.St.-Hil.) Paula-Souza
6. Pombalia bigibbosa (A.St.-Hil.) Paula-Souza
7. Pombalia brevicaulis (Mart.) Paula-Souza
8. Pombalia brevis (Dowell) Paula-Souza
9. Pombalia calceolaria (L.) Paula-Souza
10. Pombalia communis (A.St.-Hil.) Paula-Souza
11. Pombalia glabra (Dowell) Paula-Souza
12. Pombalia glauca (Chodat) Paula-Souza
13. Pombalia graminifolia (Chodat) Paula-Souza
14. Pombalia hassleriana (Chodat) Paula-Souza
15. Pombalia hespericliva (H.E.Ballard, Wetter & N.Zamora) H.E.Ballard & Paula-Souza
16. Pombalia heterosepala (Eichler) Paula-Souza
17. Pombalia jefensis (Todzia) H.E.Ballard & Paula-Souza
18. Pombalia lanata (A.St.-Hil.) Paula-Souza
19. Pombalia lehmannii (Hieron.) Paula-Souza
20. Pombalia leucopogon (Sparre) Paula-Souza
21. Pombalia linearifolia (Vahl) Paula-Souza
22. Pombalia longistyla (Schulze-Menz) Paula-Souza
23. Pombalia oppositifolia (L.) Paula-Souza
24. Pombalia paraguariensis (Chodat) Paula-Souza
25. Pombalia parviflora (L.f.) Paula-Souza
26. Pombalia phyllanthoides (Planch. & Linden) Paula-Souza
27. Pombalia poaya (A.St.-Hil.) Paula-Souza
28. Pombalia potosina (C.V.Morton) Paula-Souza
29. Pombalia prunifolia (Humb. & Bonpl. ex Willd.) Paula-Souza
30. Pombalia rivalis (Arechav.) Paula-Souza
31. Pombalia serrata (Phil.) Paula-Souza
32. Pombalia setigera (A.St.-Hil.) Paula-Souza
33. Pombalia sprucei (Eichler) Paula-Souza
34. Pombalia strigoides (Taub.) Paula-Souza
35. Pombalia sylvicola (Standl. & Steyerm.) H.E.Ballard & Paula-Souza
36. Pombalia velutina (Schulze-Menz) Paula-Souza
37. Pombalia verbenacea (Kunth) H.E.Ballard & Paula-Souza
38. Pombalia verrucosa (Paula-Souza) Paula-Souza
39. Pombalia verticillata (Ortega) Paula-Souza
40. Pombalia wrightii (Urb.) H.E.Ballard & Paula-Souza

## Sinonimi
- Solea Spreng.